# Leonard de Fernelmont
Leonard de Fernelmont, voluit Franciscus Leonard Hubertus de Fernelmont, (Roermond, 1842 - ?), was een Nederlandse beeldhouwer. De Fernelmont is onder andere werkzaam geweest bij de Firma Cuypers, waar hij beeldhouwer was. Als zelfstandige kreeg hij opdrachten van onder andere Alexander Bleys.

## Biografie
Van Leonard de Fernelmont is alleen bekend dat hij in 1884 in New York is gaan wonen. Aldaar heeft hij een opdracht voor een beeld van George Washington gekregen. Het levensgrote beeld staat in een tempel van de vrijmetselarij.
Op 8 mei 1918 woonde hij in Philadelphia en vroeg hij een patent aan. Het patent ging over een mal voor bouwelementen voor binnenmuren. Het patent is toegekend op 1 juni 1920. Het patent heeft serienummer 2333, 218.

## Werken
Enkele bekende werken van De Fernelmont zijn:
- De engelenbeelden van de Ingangspartij van het R.K. Kerkhof Welgelegen te Medemblik
- Twee reliefs, waarbij de handel en fabricage van sigaren door engelen (putto) wordt voorgesteld, aan de Keizersgracht 508 te Amsterdam.[2]
- Het Christusbeeld voor de Sint Cyriacus en Franciscus aan het Grote Noord 15 te Hoorn.

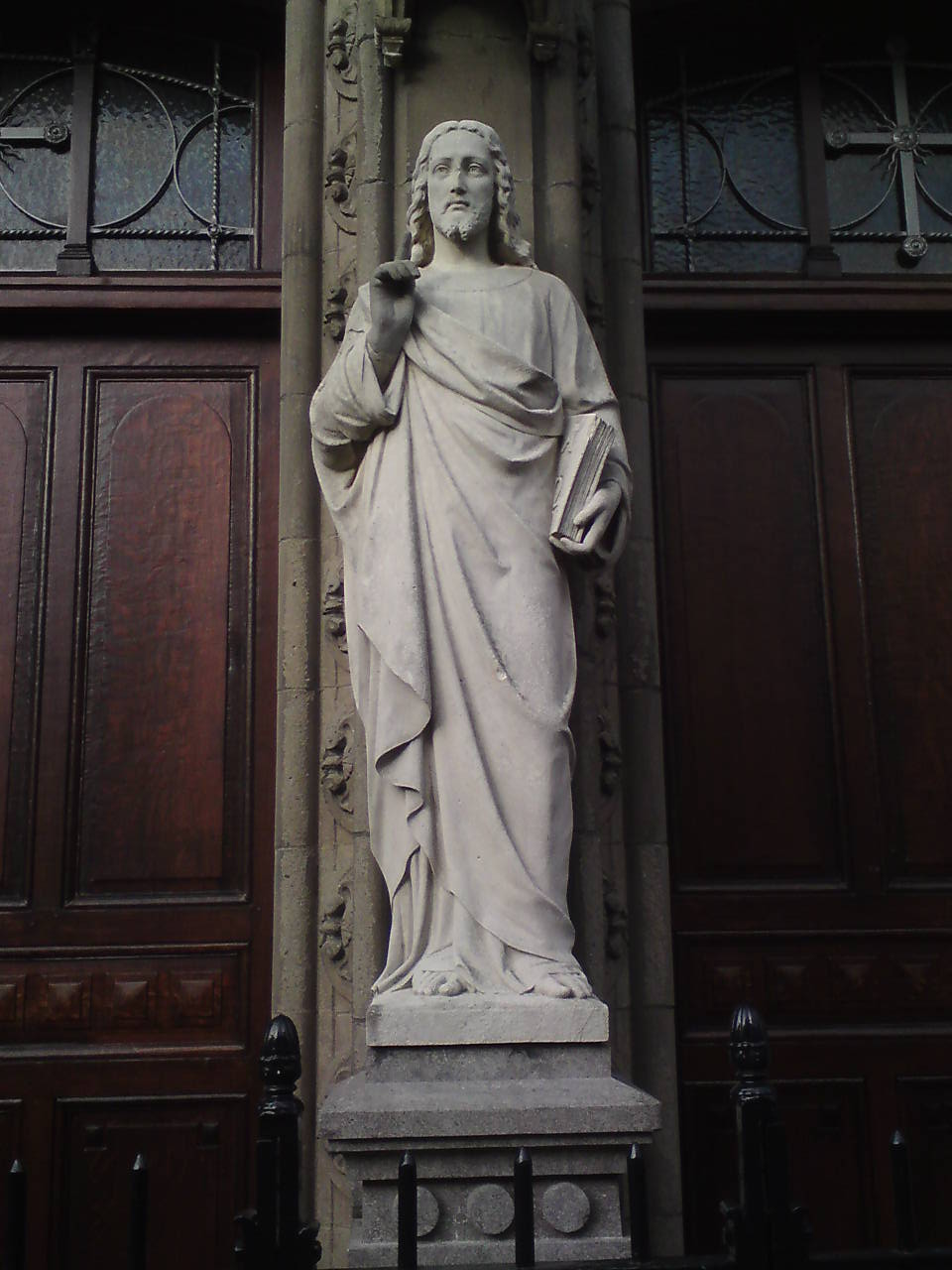
Christusbeeld voor de Koepelkerk in Hoorn
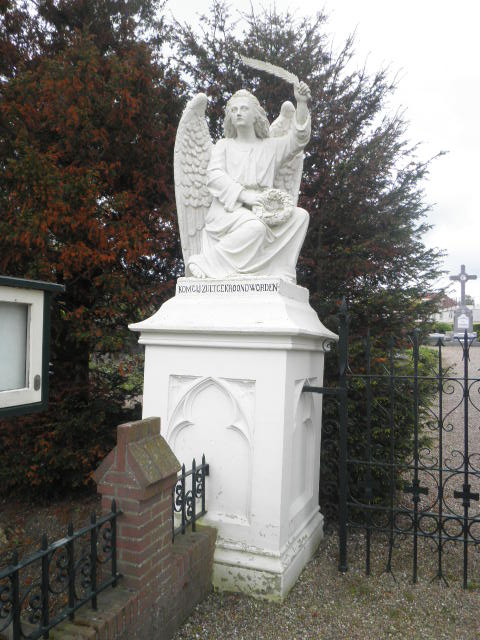
Linker beeld R.K. begraafplaats aan de Westerdijk in Medemblik, in samenwerking met Adrianus Bleijs
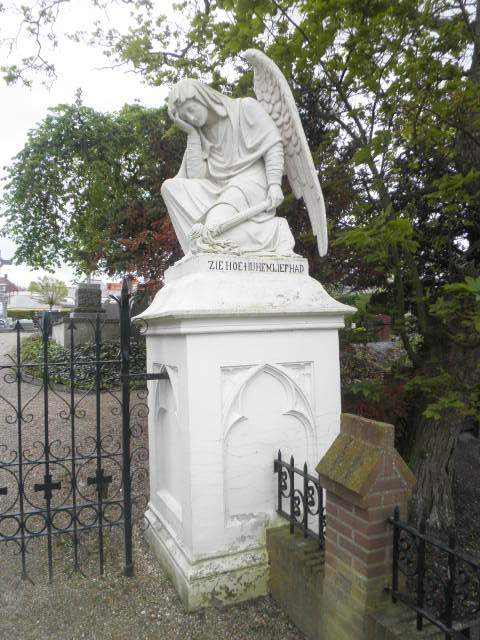
Rechter beeld zelfde begraafplaats.
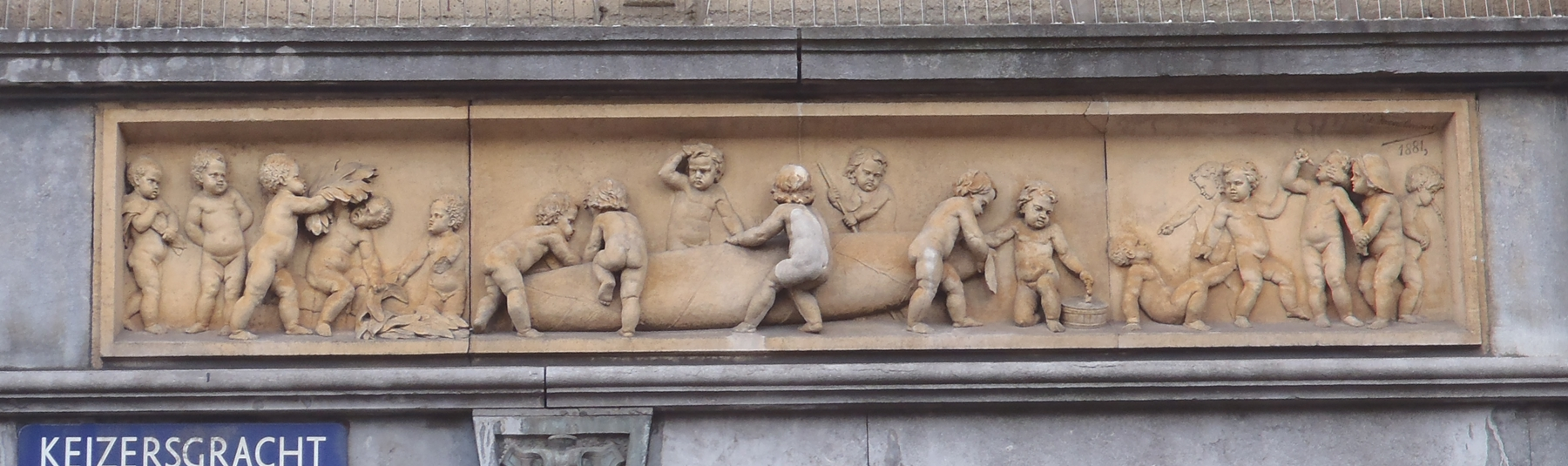
Amsterdam, relief keizersgracht 508

- Biografisch Portaal: 37837562
- RKD-Nederlands Instituut voor Kunstgeschiedenis: 346166